# Campionati mondiali di tiro con l'arco indoor 1999
I campionati mondiali di tiro con l'arco indoor 1999 sono la 5ª edizione della competizione. Si sono svolti a L'Avana, a Cuba.

## Medagliere
| Pos.   | Nazione       | Oro | Argento | Bronzo | Totale |
| ------ | ------------- | --- | ------- | ------ | ------ |
| 1      | Stati Uniti   | 3   | 0       | 1      | 4      |
| 2      | Francia       | 2   | 0       | 0      | 2      |
| 3      | Svezia        | 1   | 0       | 1      | 2      |
| 4      | Moldavia      | 1   | 0       | 0      | 1      |
| 4      | Australia     | 1   | 0       | 0      | 1      |
| 6      | Regno Unito   | 0   | 2       | 2      | 4      |
| 7      | Italia        | 0   | 2       | 0      | 2      |
| 8      | Turchia       | 0   | 1       | 0      | 1      |
| 8      | Ucraina       | 0   | 1       | 0      | 1      |
| 8      | Svizzera      | 0   | 1       | 0      | 1      |
| 11     | Corea del Sud | 0   | 0       | 2      | 2      |
| 12     | Germania      | 0   | 0       | 1      | 1      |
| Totale | Totale        | 8   | 8       | 8      | 24     |

## Podi

### Arco ricurvo
| Evento                   | Oro               | Argento         | Bronzo        |
| Individuale maschile     | Magnus Pettersson | Markian Ivashko | Chung Jae-hun |
| Individuale femminile    | Natalia Valeeva   | Svitlana Bard   | Agata Bulwa   |
| Gara a squadre maschile  | Australia         | Italia          | Germania      |
| Gara a squadre femminile | Francia           | Turchia         | Ucraina       |

### Arco compound
| Evento                   | Oro          | Argento           | Bronzo          |
| Individuale maschile     | James Butts  | Jonathan Mynott   | Simon Tarplee   |
| Individuale femminile    | Ashley Kamuf | Fabiola Panazzini | Claire Treneman |
| Gara a squadre maschile  | Stati Uniti  | Regno Unito       | Svezia          |
| Gara a squadre femminile | Francia      | Svizzera          | Stati Uniti     |